# Havelockia transitoria
Havelockia transitoria is een zeekomkommer uit de familie Phyllophoridae.
De wetenschappelijke naam van de soort werd in 1905 gepubliceerd door Clément Vaney.